# Iastrebovo, Ruse
Iastrebovo (în bulgară Ястребово) este un sat în comuna Ruse, regiunea Ruse,  Bulgaria. 

## Demografie
Componența etnică a satului Iastrebovo
     Turci (48,16%)
     Bulgari (3,34%)
     Nicio identificare (48,49%)
     Altele (0%)
La recensământul din 2011, populația satului Iastrebovo era de 299 locuitori. Nu există o etnie majoritară, locuitorii fiind turci (48,16%) și bulgari (3,34%). Pentru 48,49% din locuitori nu este cunoscută apartenența etnică.